# Henri-Auguste de Collomp de Seillans
Henri-Auguste de Collomp de Seillans, né vers 1736 à Draguignan et mort après 1789, est un officier de marine français du XVIIIe siècle.

## Biographie

### Origines et famille
Issu d'un famille bourgeois possédant un fief à Seillans, mais établie à Draguignan. Il est le fils ainé (et le deuxième enfant) d'Antoine de Collomp-Seillans (1712-1758), auteur de la comédie La Gageure de Village, et de sa femme Dorothée de Castellane de La Valette (1713-17 novembre 1799). Par sa mère, il est apparenté aux Castellane-Valette qui ont produit deux chefs d'escadre, le marquis de la Valette en 1741, et le marquis de Castellane-Majastre en 1784.

### Carrière dans la Marine royale
Il entre dans la Marine royale et intègre une compagnie de gardes de la Marine le 6 juillet 1750. Promu lieutenant de vaisseau le 1er octobre 1764, il reçoit un brevet de capitaine de vaisseau le 4 avril 1777. En 1778-1779, il est capitaine de pavillon de Coriolis d'Espinouse à bord du Destin (64).
En 1779, il commande Le Caton (64), basé au département de Brest. L'année suivante, il commande Le Vaillant. Il se marie à Grasse en juillet 1781 à Anne Marie Adélaïde Flory, fille de lieutenant particulier de la sénéchaussée de Grasse, bourgeois lui aussi (malgré la particule).
En 1785, il fait parvenir un étrange supplique au ministre de la Marine, en vue d'obtenir un brevet de chef d'escadre afin d'acquérir la noblesse militaire « transmissible à ses enfants ». Son beau-père, qui est fort riche ne lui avait accordé sa fille que dans l'espoir que son gendre devenant officier général, il acquerrait la noblesse. Le beau-père, trompé dans son attente, annonce qu'il va se remarier. Le ministre, sensible à cette demande lui accorde un brevet de chef d'escadre le 18 janvier 1786 avec une pension de 1 000 livres.
Le 7 avril 1789, il fait partie du collège de vingt députés élus pour « assister à l'Assemblée des trois sénéchaussées et faire l'élection des députés aux États Généraux »

### Sources et bibliographie
- Georges Lacour-Gayet, La marine militaire de la France sous le règne de Louis XVI, H. Champion, 1905, p. 641
- Frédéric d'Agay, La Provence au service du roi (1637-1831) : Officiers des vaisseaux et des galères, Honoré Champion, 1er mars 2011
- Christian de La Jonquière, Les Marins français sous Louis XVI : guerre d'indépendance américaine, Muller, 1996, 294 pages